# Fontaines (Saône-et-Loire)
Pour les articles homonymes, voir Fontaines.
Fontaines est une commune française située dans le département de Saône-et-Loire, en région Bourgogne-Franche-Comté.
Elle fait partie du canton de Chagny et de la communauté de communes du Grand Chalon. Elle compte aujourd'hui environ 2 000 habitants.
Fontaines est jumelée à la commune italienne de Paciano.

## Géographie
Fontaines est un village viticole de la côte chalonnaise situé sur une grande plaine.
L'agriculture y est très développée.

### Accès et transports
La ville de Fontaines possède une gare SNCF Fontaines-Mercurey.

### Climat
Pour des articles plus généraux, voir Climat de la Bourgogne-Franche-Comté et Climat de Saône-et-Loire.
En 2010, le climat de la commune est de type climat océanique dégradé des plaines du Centre et du Nord, selon une étude du Centre national de la recherche scientifique s'appuyant sur une série de données couvrant la période 1971-2000. En 2020, Météo-France publie une typologie des climats de la France métropolitaine dans laquelle la commune est dans une zone de transition entre le climat océanique altéré et le climat océanique altéré et est dans la région climatique Bourgogne, vallée de la Saône, caractérisée par un bon ensoleillement (1 900 h/an), un été chaud (18,5 °C), un air sec au printemps et en été et des vents faibles.
Pour la période 1971-2000, la température annuelle moyenne est de 11,3 °C, avec une amplitude thermique annuelle de 18 °C. Le cumul annuel moyen de précipitations est de 769 mm, avec 11 jours de précipitations en janvier et 7,4 jours en juillet. Pour la période 1991-2020, la température moyenne annuelle observée sur la station météorologique de Météo-France la plus proche, « Chalon-Champforgueil », sur la commune de Champforgeuil à 6 km à vol d'oiseau, est de 11,4 °C et le cumul annuel moyen de précipitations est de 736,5 mm. 
La température maximale relevée sur cette station est de 39,7 °C, atteinte le 12 août 2003 ; la température minimale est de −17,6 °C, atteinte le 20 décembre 2009,,.
Les paramètres climatiques de la commune ont été estimés pour le milieu du siècle (2041-2070) selon différents scénarios d'émission de gaz à effet de serre à partir des nouvelles projections climatiques de référence DRIAS-2020. Ils sont consultables sur un site dédié publié par Météo-France en novembre 2022.

## Urbanisme

### Typologie
Au 1er janvier 2024, Fontaines est catégorisée bourg rural, selon la nouvelle grille communale de densité à sept niveaux définie par l'Insee en 2022.
Elle est située hors unité urbaine. Par ailleurs la commune fait partie de l'aire d'attraction de Chalon-sur-Saône, dont elle est une commune de la couronne,. Cette aire, qui regroupe 109 communes, est catégorisée dans les aires de 50 000 à moins de 200 000 habitants,.

### Occupation des sols
L'occupation des sols de la commune, telle qu'elle ressort de la base de données européenne d’occupation biophysique des sols Corine Land Cover (CLC), est marquée par l'importance des territoires agricoles (58,5 % en 2018), en diminution par rapport à 1990 (60 %). La répartition détaillée en 2018 est la suivante : terres arables (48,4 %), forêts (29,2 %), zones urbanisées (8,3 %), zones agricoles hétérogènes (4,6 %), prairies (4,1 %), zones industrielles ou commerciales et réseaux de communication (2,1 %), milieux à végétation arbustive et/ou herbacée (1,9 %), cultures permanentes (1,5 %). L'évolution de l’occupation des sols de la commune et de ses infrastructures peut être observée sur les différentes représentations cartographiques du territoire : la carte de Cassini (XVIIIe siècle), la carte d'état-major (1820-1866) et les cartes ou photos aériennes de l'IGN pour la période actuelle (1950 à aujourd'hui).

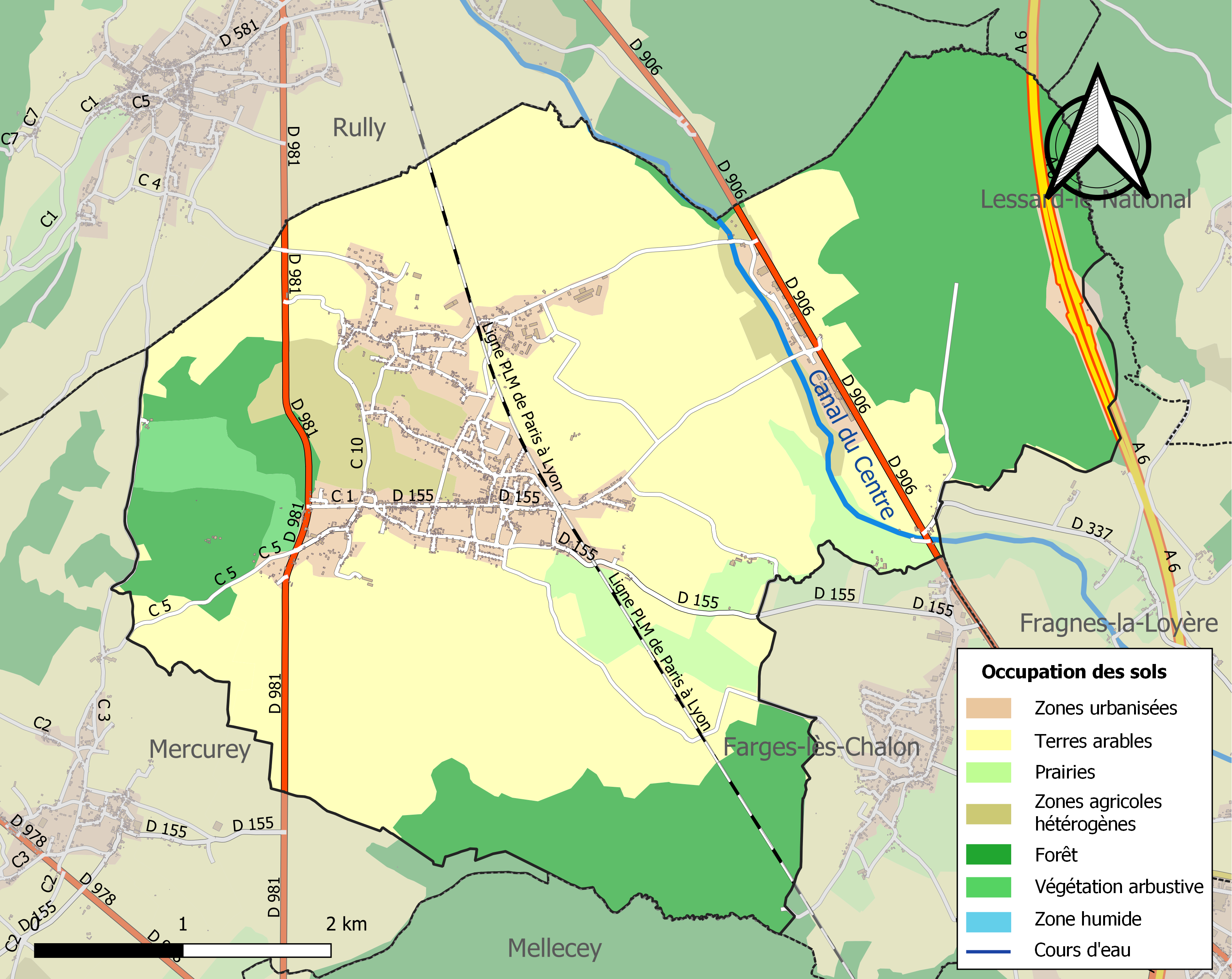
Carte des infrastructures et de l'occupation des sols de la commune en 2018 (CLC).

## Toponymie
Autrefois Fontanœ puis fontes. Le village doit son nom aux nombreuses sources qui jaillissent de son territoire.

## Histoire
On y retrouve des traces de l'époque romaine. Le village appartenait aux seigneurs de Fontaines, qui y construisirent un château, puis aux évêques de Chalon, qui affranchirent les habitants en 1299. Le château fut pillé et dévasté en 1569. Il y avait un prieuré dépendant des Augustins de Bar-le-régulier, une chapelle (Saint-Nicolas) et plusieurs lavoirs.
Dans le passé, souvent mentionné (officieusement) comme « Fontaines-lès-Chalon ».

## Héraldique
| Blason de Fontaines | Blason  | Parti d'or à deux fontaines héraldiques fascées-ondées d'argent et d'azur, l'une au-dessus de l'autre ; et d'un bandé d'or et d'azur et à la bordure de gueules (de Bourgogne ancien) ; le tout sommé d'un chef d'azur chargé de trois annelets d'or.                                                         |
| Blason de Fontaines | Détails | Armes parlantes. L'ancien blason a été remplacé en 2016 par une nouvelle composition. |
| Blason de Fontaines | Alias   | Parti : au 1er d'or à quatre bandes d'azur et à la bordure de gueules, au 2e d'argent à la tour du lieu du même maçonnée, ouverte et ajourée de sable et posée sur une champagne d'or chargée de trois burelles ondées d'azur ; le tout sommé d'un chef d'azur chargé de trois annelets d'or ordonnés 2 et 1. |

## Politique et administration

### Listes des maires
| Période                                  | Période      | Identité                                                      | Étiquette     | Qualité                                                                      |
| ---------------------------------------- | ------------ | ------------------------------------------------------------- | ------------- | ---------------------------------------------------------------------------- |
| maire en 1929                            | ?            | Marie Emile François Olivier Baron de Boyer de Sainte-Suzanne | RG            |                                                                              |
| mars 1983                                | mars 2008    | Hubert Thura                                                  | RPR           | Cadre commercial Il a fait partie du Grand Chalon dont il fut vice-président |
| mars 2008                                | février 2012 | Mauricette Chatillon                                          | SE            |                                                                              |
| mars 2012                                | février 2020 | Jean-Claude Gress                                             | Divers Droite |                                                                              |
| mars 2020                                | En cours     | Nelly Meunier-Chanut                                          | ??            |                                                                              |
| Les données manquantes sont à compléter. |              |                                                               |               |                                                                              |

### Canton et intercommunalité
La commune fait partie du Grand Chalon.

### Jumelages
La commune de Fontaines est jumelée avec la commune de Paciano en Italie depuis 1997.

## Population et société

### Démographie

#### Évolution démographique
L'évolution du nombre d'habitants est connue à travers les recensements de la population effectués dans la commune depuis 1793. Pour les communes de moins de 10 000 habitants, une enquête de recensement portant sur toute la population est réalisée tous les cinq ans, les populations de référence des années intermédiaires étant quant à elles estimées par interpolation ou extrapolation. Pour la commune, le premier recensement exhaustif entrant dans le cadre du nouveau dispositif a été réalisé en 2005.

En 2022, la commune comptait 1 845 habitants, en évolution de −5,29 % par rapport à 2016 (Saône-et-Loire : −1,06 %, France hors Mayotte : +2,11 %).
| 1793  | 1800  | 1806  | 1821  | 1831  | 1836  | 1841  | 1846  | 1851  |
| ----- | ----- | ----- | ----- | ----- | ----- | ----- | ----- | ----- |
| 1 147 | 1 091 | 1 209 | 1 333 | 1 393 | 1 618 | 1 639 | 1 644 | 1 673 |

| 1856  | 1861  | 1866  | 1872  | 1876  | 1881  | 1886  | 1891  | 1896  |
| ----- | ----- | ----- | ----- | ----- | ----- | ----- | ----- | ----- |
| 1 663 | 1 574 | 1 585 | 1 617 | 1 506 | 1 453 | 1 498 | 1 541 | 1 600 |

| 1901  | 1906  | 1911  | 1921  | 1926  | 1931  | 1936  | 1946  | 1954  |
| ----- | ----- | ----- | ----- | ----- | ----- | ----- | ----- | ----- |
| 1 683 | 1 570 | 1 435 | 1 223 | 1 206 | 1 167 | 1 140 | 1 167 | 1 227 |

| 1962  | 1968  | 1975  | 1982  | 1990  | 1999  | 2005  | 2006  | 2010  |
| ----- | ----- | ----- | ----- | ----- | ----- | ----- | ----- | ----- |
| 1 315 | 1 438 | 1 456 | 1 596 | 1 839 | 1 947 | 2 029 | 2 011 | 2 007 |

| 2015  | 2020  | 2022  | - | - | - | - | - | - |
| ----- | ----- | ----- | - | - | - | - | - | - |
| 1 952 | 1 853 | 1 845 | - | - | - | - | - | - |

### Enseignement
Sur le territoire de la commune est implanté un lycée agricole, le LEGTA de Fontaines, proposant des parcours de formations dans les trois domaines suivants : enseignement général et scientifique, agriculture, aménagement des espaces. L'exploitation agricole à laquelle est adossé le lycée, d'une surface agricole utile de 146 hectares, est orientée vers l'élevage (trois ateliers de production animale, boutique de vente).
Est également installé à Fontaines un centre de formation pour adultes (CFA) agricole.

### Santé
Deux médecins généralistes exercent à Fontaines.
Sur la commune sont installés une pharmacie et un masseur-kinésithérapeute.

### Associations
Plusieurs associations sportives et culturelles.

### Cultes
Fontaines relève de la paroisse Saint-Martin des Trois Croix, qui compte dix-huit clochers (et a son siège à Chagny).

### Écologie et recyclage

Les vignobles de la côte chalonnaise.

## Culture locale et patrimoine
Fontaines est le siège d'une association œuvrant dans les domaines de l'histoire et du patrimoine : le Groupe de recherches et d'études fontenoises (GREF), fondé en mars 2016. Le GREF publie un bulletin annuel, dénommé Les Annales fontenoises (n° 9 en 2024).

### Lieux et monuments
Parmi les principaux lieux et monuments de Fontaines figurent :

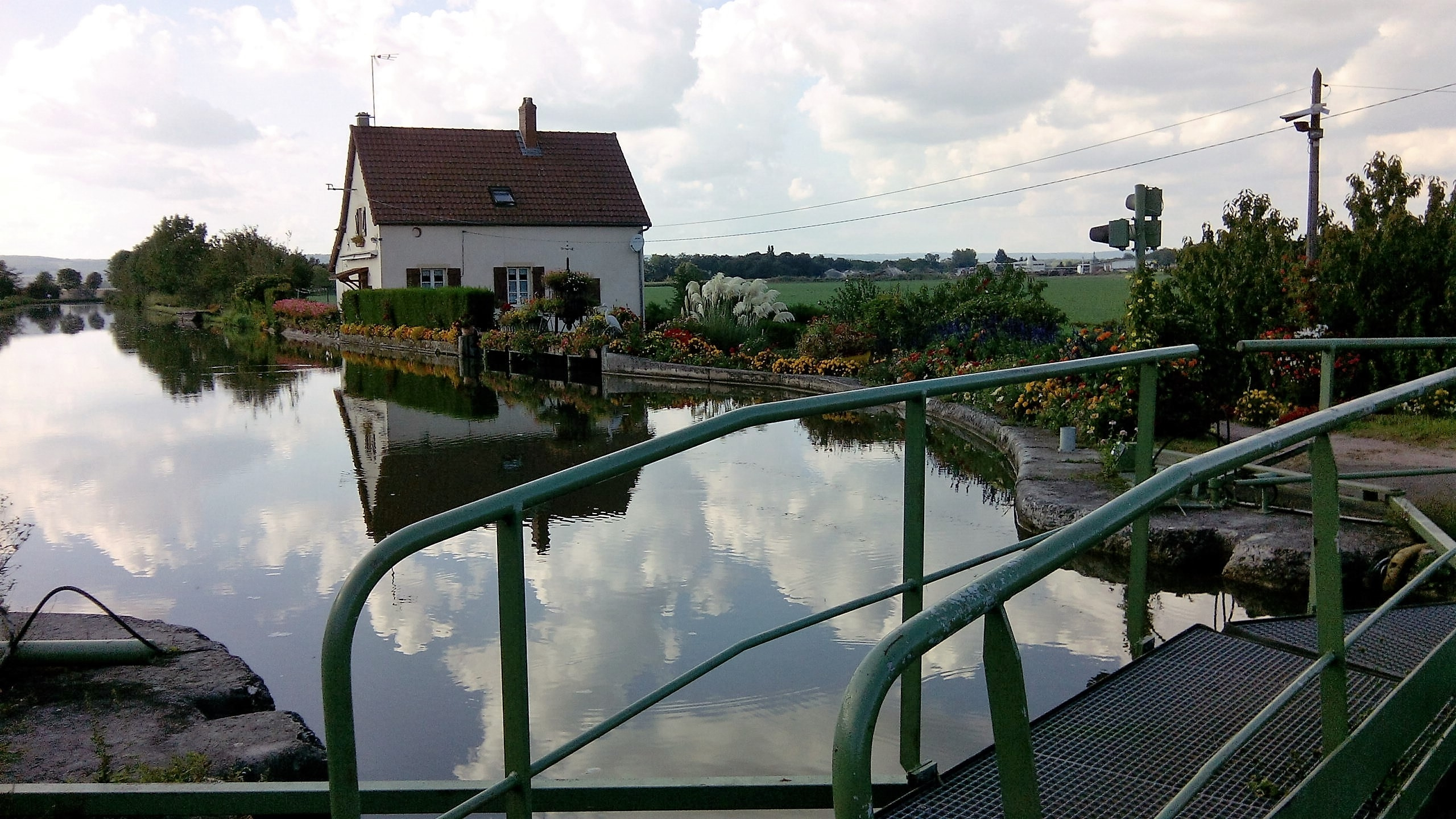
L'écluse de Fontaines sur le canal du Centre.

- l'église Saint-Just, qui date des XIIIe et XVe siècles et était autrefois entourée d'une enceinte fortifiée[21] ; l'une de ses particularités est d'avoir conservé une cloche figurant parmi les plus anciennes du diocèse d'Autun, fondue en 1515 et pesant 1 400 kg[22] ;
- cinq lavoirs (d'où la devise « Fontaines, ville d'eau et de pierres ») ;
- la Niche, oratoire dédié à Notre-Dame de la Délivrance inauguré le 15 août 1871 en remerciement de la protection dont a bénéficié le village qui fut épargné par les troupes ennemies ;
- une tour votive se dressant au sommet de Saint-Hilaire, érigée en 1860 avec les pierres des ruines de l'abbaye et attirant traditionnellement les promeneurs chaque lundi de Pâques ;
- le lycée agricole ;
- le canal du Centre traversant le territoire de la commune, sur lequel sont implantées deux écluses.

### Personnalités liées à la commune
Parmi les personnalités attachées à l'histoire de Fontaines figurent :
- François Protheau (1823-1865), sculpteur statuaire né et mort à Fontaines[23] ;
- Alexis Chermette (1902-1996), géologue et minéralogiste, qui repose dans le cimetière de Fontaines[24].

## Pour approfondir